# Kalînivka, Mahdalînivka
Kalynivka (în ucraineană Калинівка) este un sat în comuna Polîvanivka din raionul Mahdalînivka, regiunea Dnipropetrovsk, Ucraina.

## Demografie
Componența lingvistică a localității Kalînivka
     Ucraineană (96,77%)
     Rusă (3,23%)
Conform recensământului din 2001, majoritatea populației localității Kalînivka era vorbitoare de ucraineană (96,77%), existând în minoritate și vorbitori de rusă (3,23%).